# بااوجون
بااوجون (به انگلیسی: Baojun) (به‌معنای اسب ارزشمند) نشان تجاری (برند) خودروهای ارزان قیمت می‌باشد، که در سال ۲۰۱۰ با مشارکت انتفاعی شرکت‌های خودروسازی وولینگ، جنرال موتورز و شرکت صنایع خودروسازی شانگهای فعالیت خود را آغاز نمود و تاکنون محصولات خود را تنها در کشور چین عرضه نموده‌است.
رقبای اصلی این شرکت، خودروسازهای چری اتومبیل و جیلی به‌شمار می‌آیند. لوگوی شرکت بااوجون شباهت زیادی به لوگوی شرکت ایران خودرو دارد. در برخی از رسانه‌های ایران، نام این برند به شکل بائوجون نیز نوشته می‌شود.

## برخی از خودروهای تولیدی

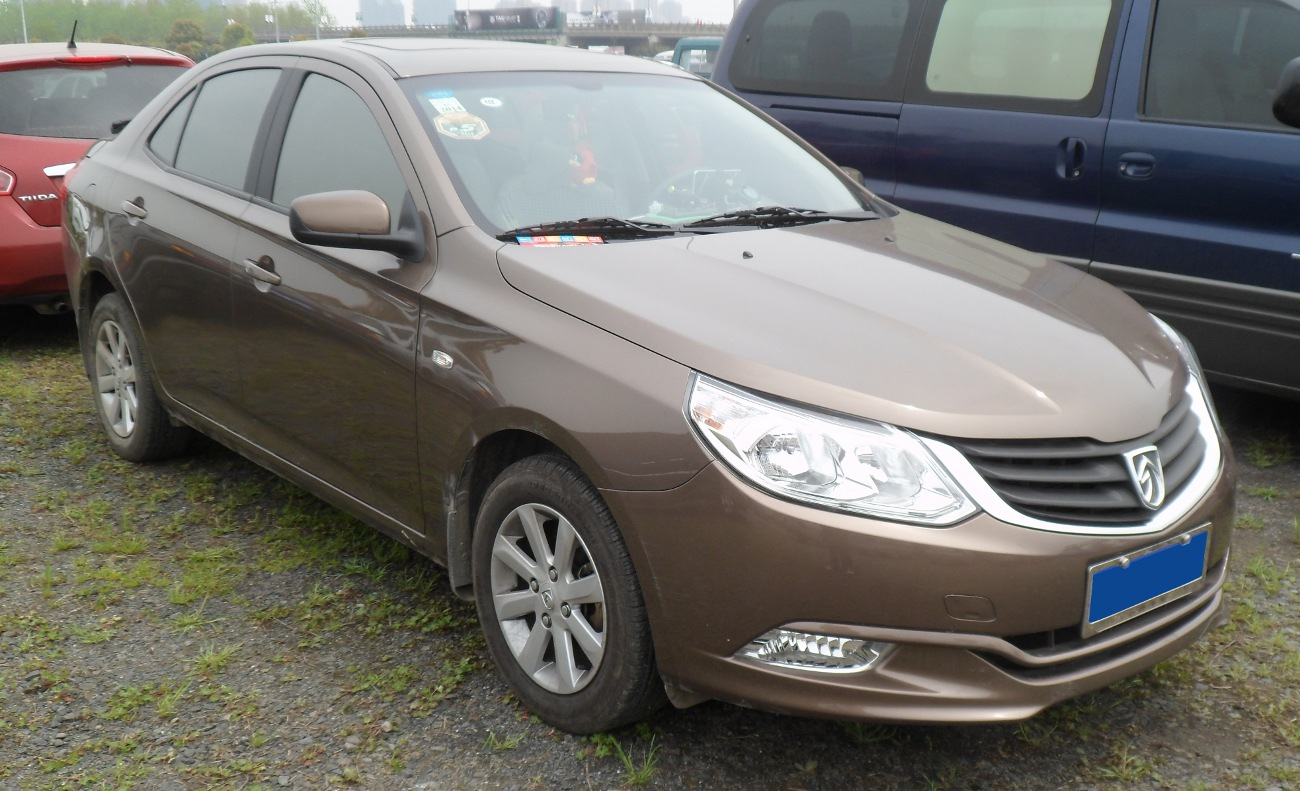
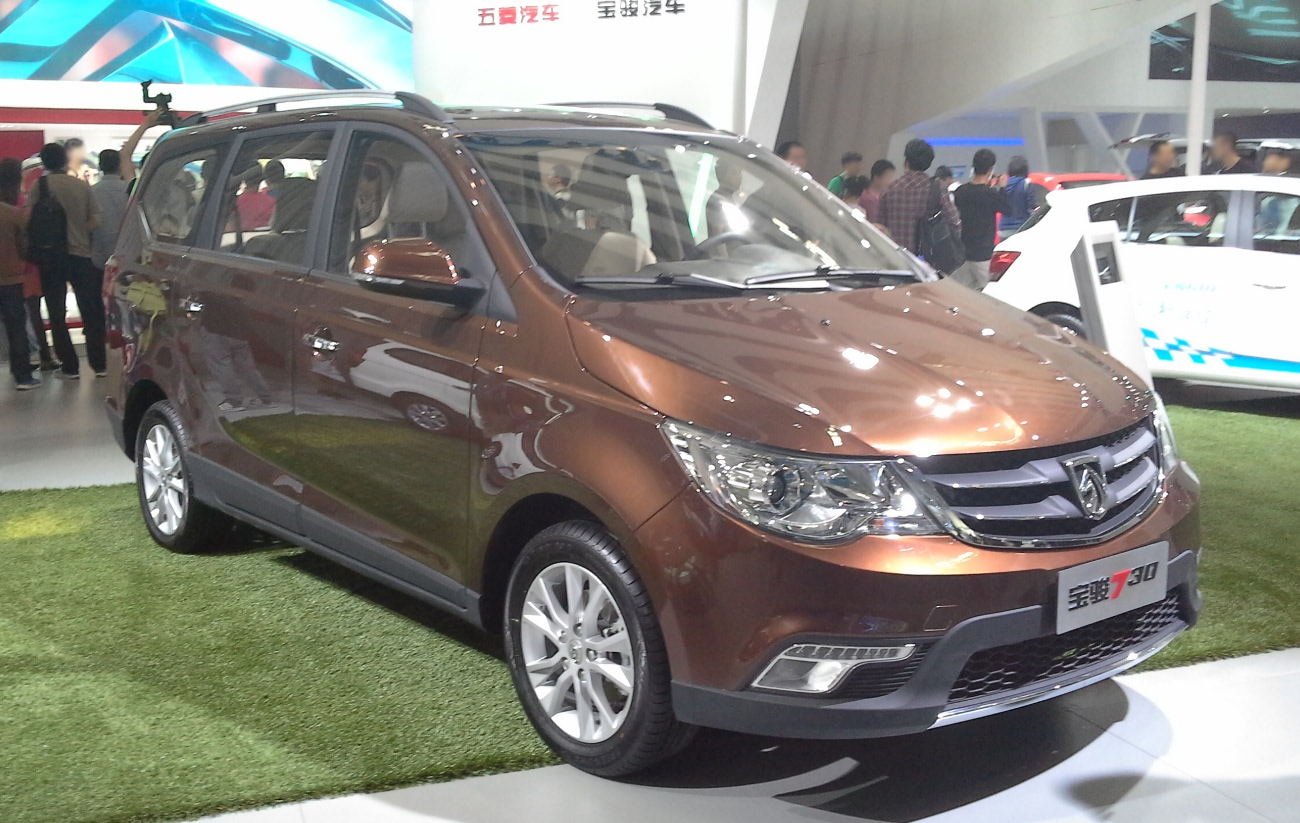
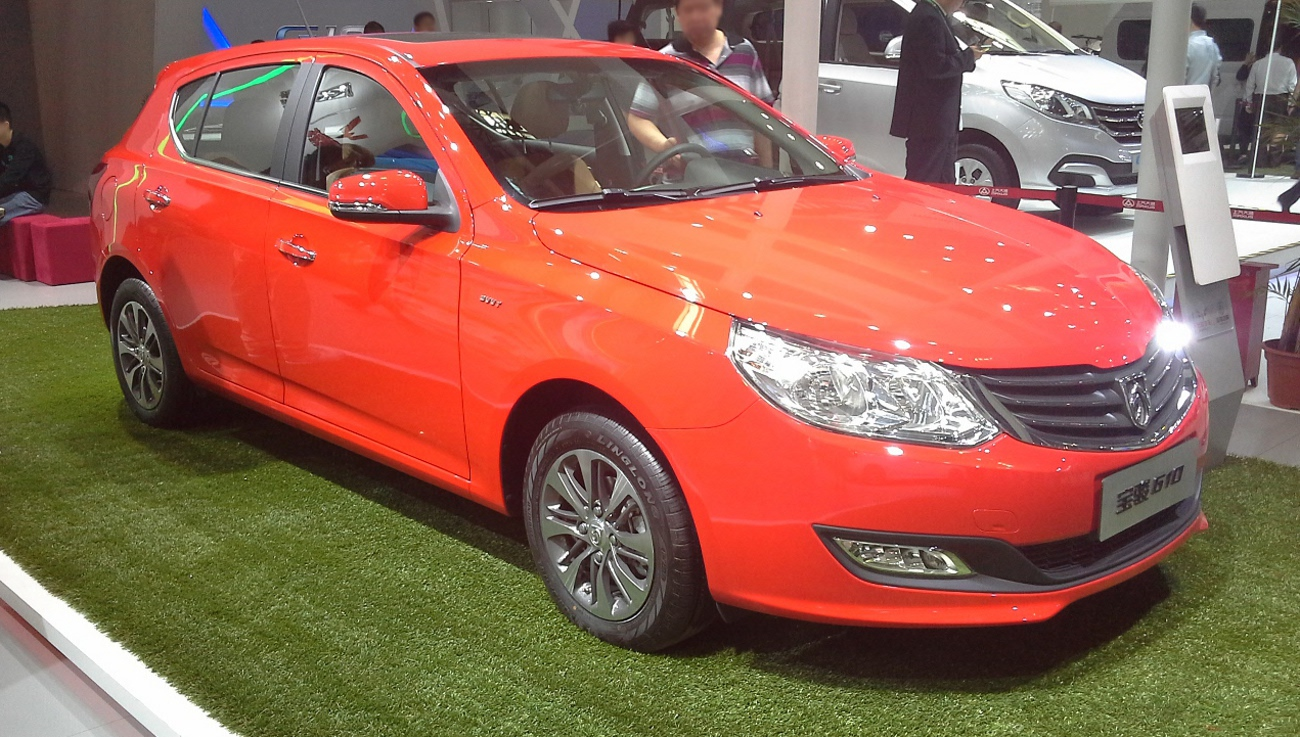
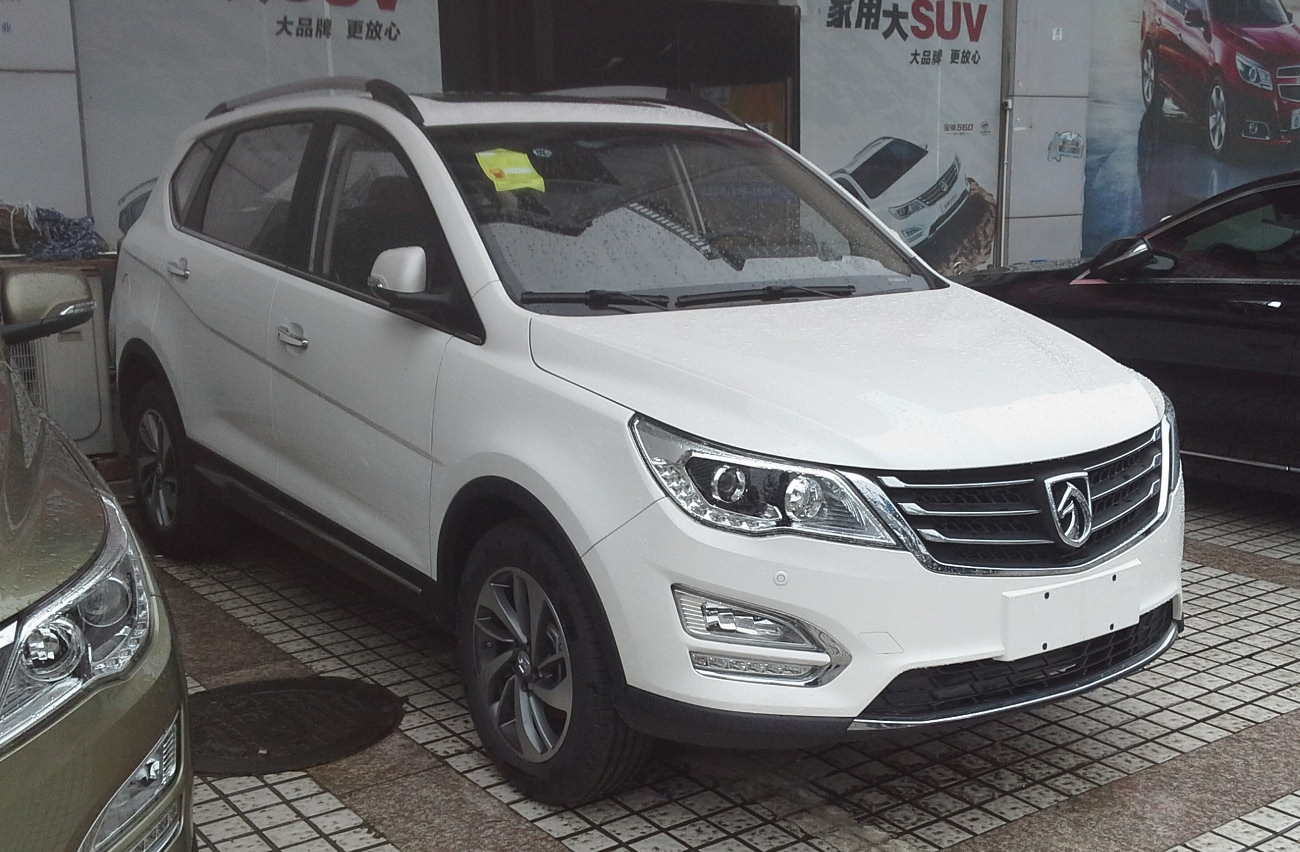
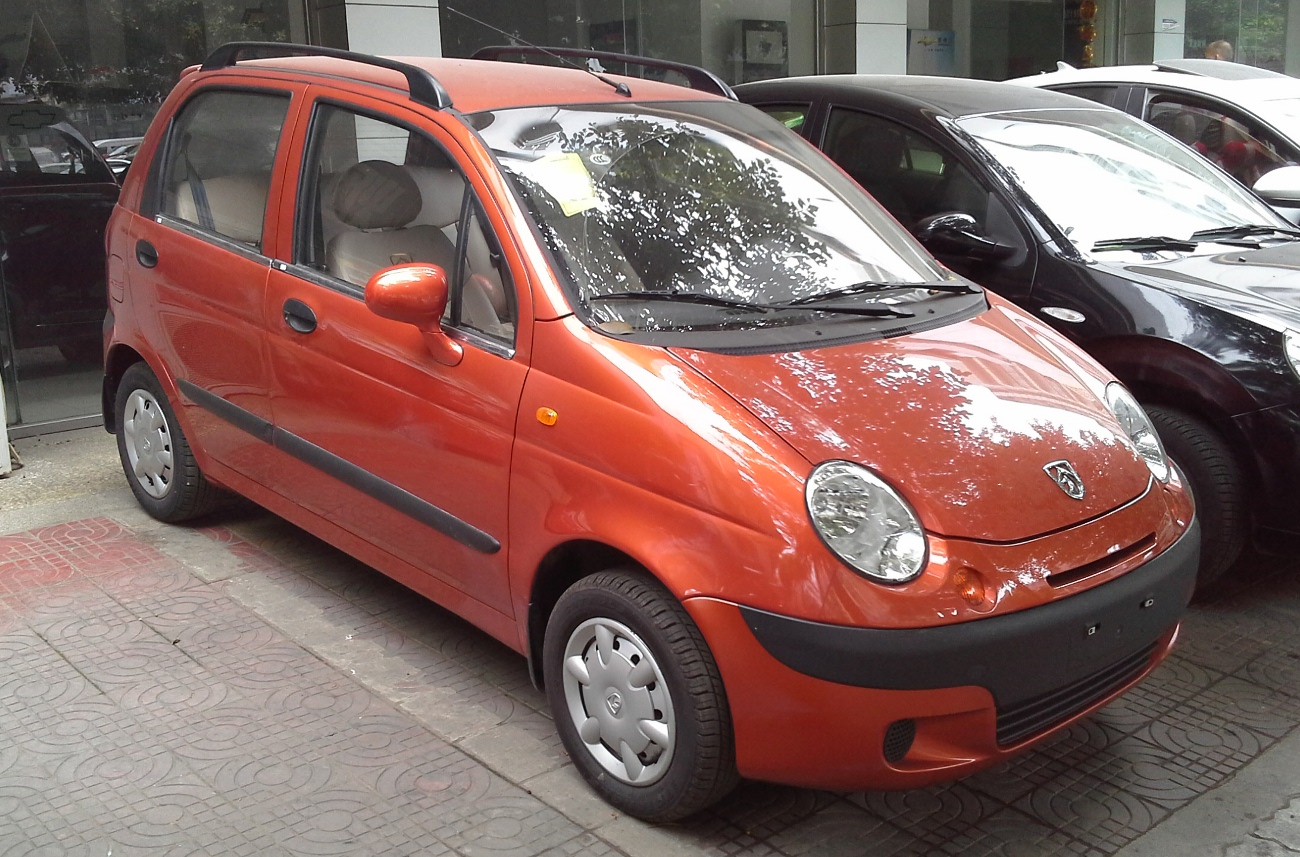